# Fabrikslös halvledarproduktion
Fabrikslös halvledarproduktion innebär att ett företag formger och säljer integrerade kretsar men utkontrakterar tillverkningen till ett annat företags halvledarfabrik. I engelsk fackslang blir "fabrik" fab och företagen därmed fabless. Dessa kallas även designhus eller designcentrum.
De företag som utför själva tillverkningen finns typiskt sett, men inte alltid i USA, Kina, Singapore och Taiwan. Störst bland dessa är taiwanesiska TSMC. Fabrikslösa företag kan genom att utkontraktera tillverkningen minska kaptitalkostnader i tillverkningen och fokusera forskning och utveckling på slutmarknaden. Vissa kiseltillverkare erbjuder även kretsdesign.
Sveriges första fabrikslösa designhus var Sicon Semiconductor AB, som startade 1983.